# Марляй
Марляй — посёлок в Зубово-Полянском районе Мордовии России. Входит в состав Старобадиковского сельского поселения.

## История
Основан в 1924 году. В 1931 году посёлок Марлей состоял из 34 дворов.

## Население
| 2002 | 2010 |
| ---- | ---- |
| 14   | ↘4   |

Национальный состав
Согласно результатам Всероссийской переписи населения 2002 года, в национальной структуре населения мордва-мокша составляли 100 %.